# 시스테인 대사
시스테인 대사(영어: cysteine metabolism)는 시스테인을 생성하거나 분해하는 생물학적 대사 경로를 의미한다. 다른 아미노산들과 다른 대사 산물들의 대사 경로들은 서로 겹쳐지고 뒤섞여서 복잡한 대사 체계를 형성한다.

## 사람의 시스테인 대사
사람의 시스테인 대사에서 L-시스테인은 다음과 같이 여러 단계를 거치면서 분해된다. 또한 L-시스테인은 판토텐산/조효소 A의 생합성 뿐만 아니라 메티오닌 및 글루타티온 대사에서도 소비된다.
| 효소                      | 보조 인자/추가 반응물          | → | 생성물                      |
| ------------------------- | ------------------------------ | - | --------------------------- |
| 시스테인 이산소화효소     | 철                             | → | 시스테인 설핀산             |
| 아미노산 라세미화효소     | 피리독살 인산                  | → | D-시스테인                  |
| 시스테인 분해효소         | 피리독살 인산/아황산염         | → | L-시스테산/황화 수소        |
| 시스타티오닌 γ-분해효소   | 피리독살 인산                  | → | NH3/H2S                     |
| 시스테인-tRNA 연결효소    |                                | → | L-시스테인일-tRNACys        |
| 시스테인 환원효소         | NAD+                           | → | L-시스틴/NADH 와 H+         |
| 시스테인 아미노기전이효소 | 피리독살 인산/α-케토글루타르산 | → | 3-머캅토피루브산/L-글루탐산 |

또한, L-시스테인은 여러 대사 과정들의 생성물이기도 하다. 아래의 반응 이외에도 L-시스테인은 글리신, 세린 및 트레오닌의 대사 산물이다.
| 반응물                 | → | 효소                                     | 보조 인자     |
| ---------------------- | - | ---------------------------------------- | ------------- |
| O-아세틸세린/황화 수소 | → | 시스테인 생성효소                        | 피리독살 인산 |
| L-시스틴/2 글루타티온  | → | 글루타티온-시스틴 트랜스하이드로제네이스 |               |
| 시스타티오닌           | → | 시스타티오닌 γ-분해효소                  | 피리독살 인산 |
| 3-머캅토피루브산       | → | 시스테인 아미노기전이효소                | 피리독살 인산 |

## 같이 보기
- 시스테인 설핀산
- D-시스테인 탈황화수소효소
- 황 대사